# ستهلوویتسه
ستهلوویتسه (به چکی: Stehlovice) یک منطقهٔ مسکونی در جمهوری چک است که در ناحیه پیسک واقع شده‌است. ستهلوویتسه ۴٫۴۸ کیلومتر مربع مساحت و ۹۹ نفر جمعیت دارد و ۴۹۱ متر بالاتر از سطح دریا واقع شده‌است.